# Coelioxys hickeni
Coelioxys hickeni là một loài Hymenoptera trong họ Megachilidae. Loài này được Holmberg mô tả khoa học năm 1918.